# Plejsy
Plejsy è una stazione sciistica slovacca che si estende sui Rilievi precarpatici settentrionali, presso la città di Krompachy (Distretto di Spišská Nová Ves, Regione di Košice). Attrezzata con 10 piste e 9 impianti di risalita, si estende tra i 470 e i 912 m s.l.m. La stazione ha ospitato anche gare della Coppa Europa di sci alpino.